# غوستاف دايتريشسون
غوستاف دايتريشسون (بالنرويجية البوكمول: Gustav Dietrichson)‏ هو قسيس نرويجي، ولد في 8 أبريل 1855 في ويسكونسن في الولايات المتحدة، وتوفي في 19 مارس 1922 في هامار في النرويج.